# ぐゎんばる殿下
『ぐゎんばる殿下』（ぐゎんばるでんか）は田中道明による漫画作品。『月刊コロコロコミック』誌上におい1982年から1985年まで連載された。単行本は全4巻（小学館てんとう虫コミックス）。

## 概要
『月刊コロコロコミック』に1981年3月号から1982年9月号まで連載されていた『迷犬タマ公』の連載終了後、同じ田中道明作で翌10月号から連載を開始。1985年12月号まで3年3ヶ月にわたって連載された（うち休載1回。また『別冊』や増刊号にも登場）。四菱（よつびし）財閥の御曹司・綾小路あゆむが主人公。連載途中で転校するなど、数回ほど設定に変更があった。
連載終了から22年後の2007年10月発売の『熱血!!コロコロ伝説 Vol.4(1983-1984年編)』には、第6話『お風呂屋グァッツ!!』の回が収録されている。

## 主な登場キャラクター
綾小路 あゆむ（あやのこうじ・あゆむ）
四菱財閥の御曹司。おもうさま(あゆむの父親)の「わしはまっすぐが大好きだ。学校へ行っても曲がったことだけはするな」という教えのもと、常にまっすぐ歩む。歩き方もまっすぐで、直線(四角い物)を好む。歩いたり走ったりするときは同じ側の手足を動かす「シャッキン歩き」（ナンバ走り）で、手を振るとき「シャキン、シャキン」と音がする。
丸い物(曲がった物)が大嫌い。
当初は直角学園に通うが、途中で豪華学園→ウルトラ豪華学園→豪華学園と転校。
ぐゎんばる語を話す。(例)ぐゎんばる=頑張る。どゎいすき=大好き。また、語尾に「ガンバ」をつけて話すこともある。
じいや
綾小路家の執事を担当する老人。あゆむの登校に同行するなど、常にあゆむの側についている。常にあゆむを「ぼっちゃま」と呼ぶ。
50年前に、屋敷のどこかで黄金の四角いトイレを見たという。
おもうさま
あゆむの父親で、四菱グループ総帥。常にまっすぐを好む。
ライバル・丸々財閥に負けることだけは絶対に許さない主義。丸々財閥=伊集院が理事長を務めている中学校にあゆむが入学しようとした際も猛反対している。
少年時代に犬に尻を噛まれ、歯形が残ってしまったことが理由で、犬が嫌いになったらしい。あゆむが曲丸を屋敷内で飼うことにも当初は猛反対していた。
なお、「おもうさま」とは父親を意味する尊敬語で、宮中や宮家、公家などで使われた言葉である。
おたあさま
あゆむの母親で、四菱グループ総帥夫人。貴婦人仕様の目つきの悪いメガネを着用しているが、優しい。
なお、「おたあさま」とは母親を意味する尊敬語で、宮中や宮家、公家などで使われた言葉である。
伊集院 止丸（いじゅういん・とまる）
四菱のライバル・丸々財閥の御曹司で、別名『ドスコイ殿下』。曲がった性格で曲がった物を好み、まっすぐを嫌う。あゆむのライバルであり、あゆむに何かと勝負を挑んでくる。語尾に「～ドス」をつけるのが癖。
初登場時（『ドスコイ殿下の挑戦!!』）の丸友デパート開店のテープカットで「まっすぐは大嫌いドス」と、鋏を曲げてカットしようとするも、いきなり歩いてきたあゆむに尻を押され、父親（丸々財閥=丸友グループ総帥）の大事なヒゲを半分切ってしまったことがある。
また、丸友デパート屋上であゆむを丸友『シャトルループ』に強制的に乗せ虐めている。
体育の授業では丸友製「パワーアップ・養成ギプス」を使っていたが、錆びて動かなくなったこともあった。
金賀 余（かねが・あまる）
あゆむが学校を行き間違え、転校する豪華学園の生徒。性格はきつい（金に関して非常にせこくて意地汚い）が、あゆむとクラスメートになり親友となる。5円玉を束ねてつないだヌンチャクを愛用。父親の総（すべて）は豪華学園の校長で、校舎屋上に校長専用の札束プールがある。
遠足の時、綾小路家専属のコックの料理を食べさせてもらおうと、弁当を持ってこなかったことがある。
曲丸（くせまる）
あゆむが拾ってきた子犬。当初は金賀のスパイとして送り込まれてきたが、金賀親子に見捨てられたところをあゆむに助けられ、改心。一度は屋敷内で飼うことを犬嫌いのおもうさまに猛反対されるが、のちに綾小路家の家族として迎えられる。あゆむが全寮制のウルトラ豪華学園に一時転校したときも寮内で飼えないにもかかわらずなぜかついてきていた。顔はあゆむにそっくり。

## その他の登場人物

### 直角学園
担任の先生
直角学園時代のクラスの女性担任。美人だが怒ると恐い。あゆむに転校初日から振り回され、スカートを摺り下ろされて下着を晒したりと、第1話でいきなりサービスカットを披露する破目に。
白鳥麗子（しらとり れいこ）
第1話「ぐゎんばる殿下登場!!」より。あゆむの転校初日に、あゆむが隣の席に座ることになる女子生徒。キャンパス・ギャルナンバー1を自称しており、彼女のウィンクで男子生徒が引っかかるほどである。あゆむにウィンクが効かず「そんなバカな!?」、さらに、ウィンクのしすぎで目が引きつり、あゆむに目薬を指してもらった（だがその後、ガキ大将に目撃される）。ちなみに同名の漫画の主人公とは無関係。
ガキ大将
第1話「ぐゎんばる殿下登場!!」より。あゆむの転校初日、白鳥の隣の席になったあゆむに「初日からいい席に座りやがって…俺なんかいつもブスの隣だぜ」と一言（どうやらガキ大将は白鳥のことが好きらしい）。さらに、白鳥に目薬を指したあゆむに対し「俺なんか手も触れていないのに、許せない!!」と激怒、あゆむに殴りかかってくるが、あゆむに止められ「こいつ、格闘技を使うのか!?」と、逆に手玉に取られてしまう。
野球三兄弟
第2話「野球一直線!!」。グロ蔵（長男）、タマ吉（次男）、バッ太（三男）の3兄弟。兄弟が朝飯のおにぎりをキャッチし損ねて、登校中のあゆむの口にストライクしてしまう。おにぎりの代償として、あゆむは野球を教えてもらうべく入門することになる。
モケイ創（もけい つくる、プラモ殿下）
第3話「プラモ大騒動」。 授業中作っていたプラモデルをあゆむに壊され怒り、その報復として、自らプラモデルとなってあゆむに勝負を挑む。だが接着剤が乾いていなかったためボロボロに。おばあちゃんに接着剤を持ってきてもらい、縫ってもらおうとするが、自分で塗れと言われ、あゆむに手伝ってもらうことに。だが、あゆむに接着剤を全身にかけられ、接着剤ごと剥れなくなってしまった。
ホウキの小次郎（こじろう）
美化委員。第4話「そうじをしろビカ!!」。 学校の美化委員で、常に廊下の美化を信条とする。常に箒を手放さず、筆状の頭に「美化委員」の鉢巻をしており、さらに靴がモップとなっている。廊下で大便したあゆむに憤り「そうじをしろビカ!!」と言い放つが、あゆむに頭で廊下を掃除される。じいや曰く「これでぼっちゃまも美化委員！」。
アンモニア猪金（アンモニア いのきん）
第5話「アンモニア猪金の特訓」および第6話「お風呂屋グァッツ!!」の2編に登場。
クラス一の筋肉少年で体力自慢。座右の銘は『ガッツ!!』。あゆむが放課後に体力勝負することになるが、それにじいやもつきあうことに。得意技は「筋肉のリンゴ割り」「しり割り」「砂ボール」「アンモニアラッガー」。さらに風呂屋でも対決を展開し「アワロビサイズ」を披露するも、あゆむの「ぐゎんばる洗い」に見事完敗。

### 豪華学園
橋本 桃子（はしもと ももこ）
豪華学園のクラスメートでクラスのマドンナ。体育の時間にあゆむにボールが当り怪我をさせてしまうのだが、そのお詫びにあゆむに手当てをしてくれる。曲丸にも服をプレゼントした。

### ウルトラ豪華学園
姫子（ひめこ）
ウルトラ豪華学園の生徒で、女子寮のリーダー。女子寮に不法侵入したあゆむと曲丸をつかまえてしまう。その後女子寮に侵入したこそ泥を捕らえたことが学内で評価された。
松下（まつした）
ウルトラ豪華学園でのあゆむの親友。メガネが特徴。気弱で生真面目。「でしゅ」が口癖。
世古井 商人（せこい あきひと）
ウルトラ豪華学園の生徒で商魂少年。着物が特徴。泣き落としや恐喝であらゆる物を売りつける。テレビの取材がきたときはパラシュートで自らアドバルーンとなり「兵庫県のおかあちゃん見てるか～!」とアピールした（彼は兵庫県の出身だそうである）。

### その他
四井 直美（よつい なおみ）
四井財閥令嬢。あゆむが四角い髪型を気に入り、お見合いをすることに。弓道が得意。丸顔で乳児の妹、直子がいる。

## 四菱財閥
四菱財閥（よつびしざいばつ）は、作品内に登場する架空の財閥で、おもうさま（あゆむの父）が総帥を務めている大財閥である。コミックス第2巻で『四菱財閥100周年記念パーティー』（四菱百年祭）の回があるが、この回は『月刊コロコロコミック』の掲載が1983年11月号だったことから、四菱財閥は1883年に設立したものとみられる。
なお、最終回（1985年12月号）は「まっすぐなことがどゎいすき!!」の回であり、あゆむが四菱会社に就職し、会社員としてのノウハウを学ぶエピソードであった。

### 四菱グループの企業
なお、作品に登場したグループ企業は次の通り。
- 四菱商事（『綾小路あゆむ登校記念パーティー』の看板に発起人名で名を連ねていた[12]。最終回であゆむが就職した会社もそこと見られる）
- 四菱銀行（あゆむの登校記念パーティーの看板に発起人名で名を連ねていた）[12]
- 四菱自動車（同。あゆむの登校記念パーティーに部長・細川がラジコンカーを贈った）[12]
- 四菱電機（電気服）[14]
- 四菱デパート（「ドスコイ殿下の挑戦!!」の回[6]、「綾小路家宝物展」[3]）[18]
- 四菱農業（四角いスイカ）[3]
- 四菱ストア（「お金どゎいすき!!」の回[19]。店長は「堅井角蔵（かたい・かくぞう）」）

### その他
- 本作とは無関係だが、同じ月刊コロコロコミックに連載していた作品の『とどろけ!一番』（のむらしんぼ作）では「四菱ハイユニ」という鉛筆が登場している。